# Queen Barbie Loge
Die Queen Barbie Loge war eine Loge für Künstlerinnen und das weibliche Pendant der Lord Jim Loge von Martin Kippenberger und Albert Oehlen. Die Loge wurde 1992 von der Berliner Künstlerin Lena Braun gegründet, die den Logenvorsitz bis 2009 innehatte.

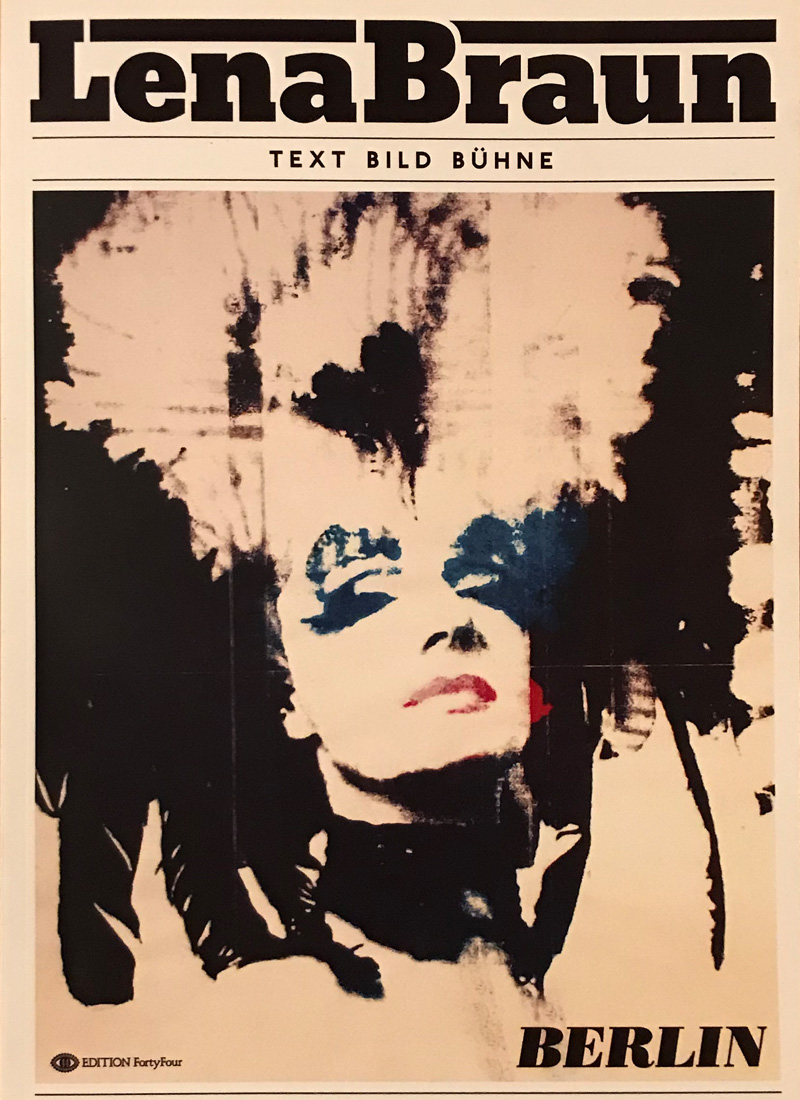
Catalog of the lodge founder Lena Braun aka Queen Barbie

## Wirken
Die Queen Barbie Loge trat durch Ausstellungen und Kunstaktionen in Erscheinung, erstmals 1993 im Rahmen einer Doppelausstellung mit Jörg Schlick und Cosima von Bonin in den Galerien Bruno Brunnet Fine Arts und Boudoir. Von 2003 bis 2007 hatte die Loge ein eigenes Domizil, den Kunstraum „Barbie Deinhoff’s“ in Berlin-Kreuzberg. Kennzeichen der Loge war das ironische Spiel mit Sexismus, ihr Ziel weibliche Selbstermächtigung und die Subversion männlicher Dominanz mit Mitteln der Kunst.

## Satzung
Die Satzung, formuliert von der Gründerin Lena Braun, definierte die Queen Barbie Loge als „Untergrundorganisation“:
„Die Queen Barbie Loge ist eine Untergrundorganisation.
Motto 1: Bewusstseinsveränderung durch Bewusstseinserweiterung
Motto 2: Künstlichkeit ist eine Droge
Motto 3: Unterwanderung durch fiktiven Terror.“
Festgehalten war weiterhin: „Die Logenmitglieder der Queen Barbie Loge agieren incognito. Sie treten in der Öffentlichkeit ausschließlich als gesellschaftsverändernde bittersüße Kunstfiguren auf.“
Das Signet der Queen Barbie Loge zeigte einen high heel auf einem Penis und daneben den Mond. Das Signet „Mond tritt Schwanz“ war eine Replik auf das Signet, unter dem die Lord Jim Loge firmierte („Sonne Busen Hammer“).

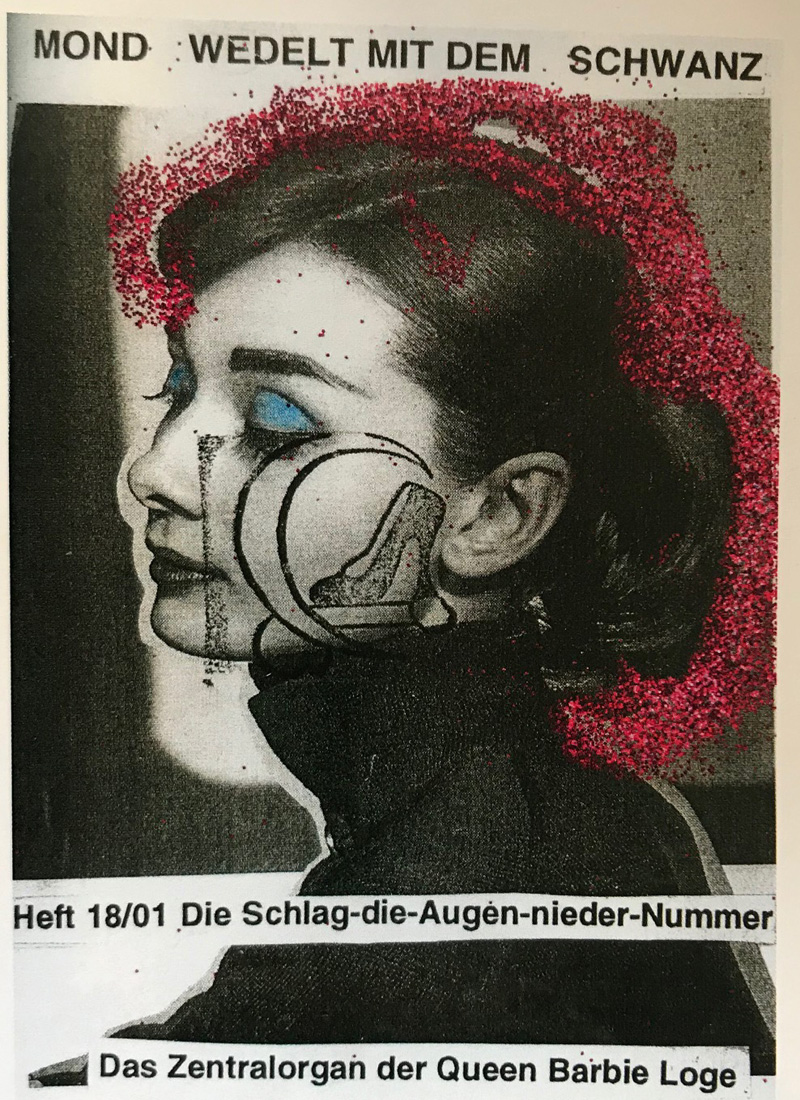
Zentralorgan der Queen Barbie Loge, Heft 18/2001, herausgegeben von der Künstlerin Lena Braun aka Queen Barbie

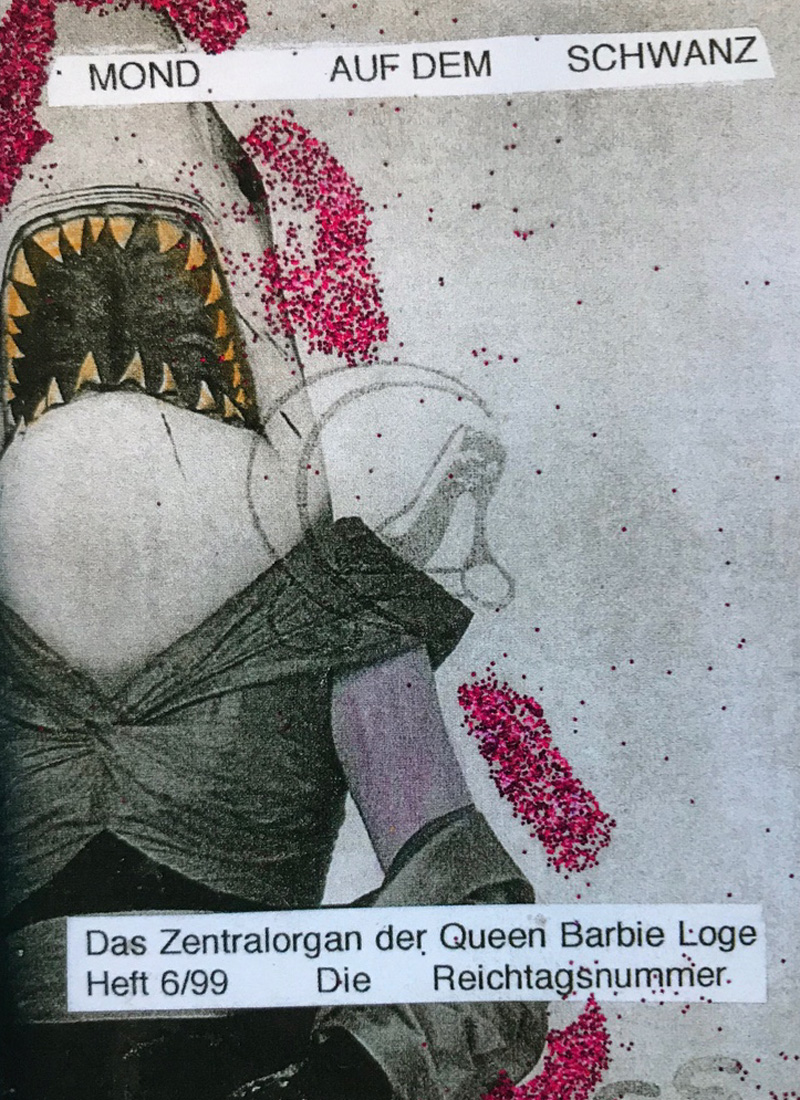
Zentralorgan der Queen Barbie Loge, Heft 6/1999, publiziert als Copyart

## Ausstellungen, Kunstaktionen und Performances
Ein Nicht-ernst-nehmen traditioneller Geschlechterrollen kennzeichnete die künstlerischen Aktivitäten der Queen Barbie Loge. Häufig zielten sie auf eine Neuinterpretation weiblicher Biographien bzw. auf die Rehabilitierung als skandalös tradierter Frauen. 2008 etwa performte Lena Braun aka Queen Barbie in Wien die „Auferstehung und Einverleibung“ der Baronin Leonie Puttkamer Gessmann, in den 1920er Jahren eine der Gespielinnen von Anita Berber.
Die Foto-Ausstellung „Wachschutz für Belgrad“, die die Queen Barbie Loge 2004 u. a. im Schwuz, Big Eden und Kunsthaus Tacheles zeigte, war eine künstlerische Kampfansage an Homophobie.
Ruhm und Ehre für queere Lebensentwürfe war ein zentrales Anliegen der Loge: Mit der begehbaren Installation „Queen Barbies Valhöll“ entstand eine eigene Ruhmeshalle, die neben Prominenten wie Rudolph Moshammer auch queere Helden des Alltags einlud, sich ehren zu lassen. Die Installation „Valhöll“ war inspiriert von der Walhalla des bayrischen Königs Ludwig I. und wurde sowohl in Berlin (2005) als auch Wien (2007) gezeigt.
2007 ließen sich zwei Logenmitglieder – die Künstlerinnen Lena Braun aka Queen Barbie und DIVANOVA, damals Frauenbeauftragte von Graz – in einer Live Tätowier-Performance die Ehrenmedaille der Bundeshauptstadt Wien auf den Hintern tätowieren.

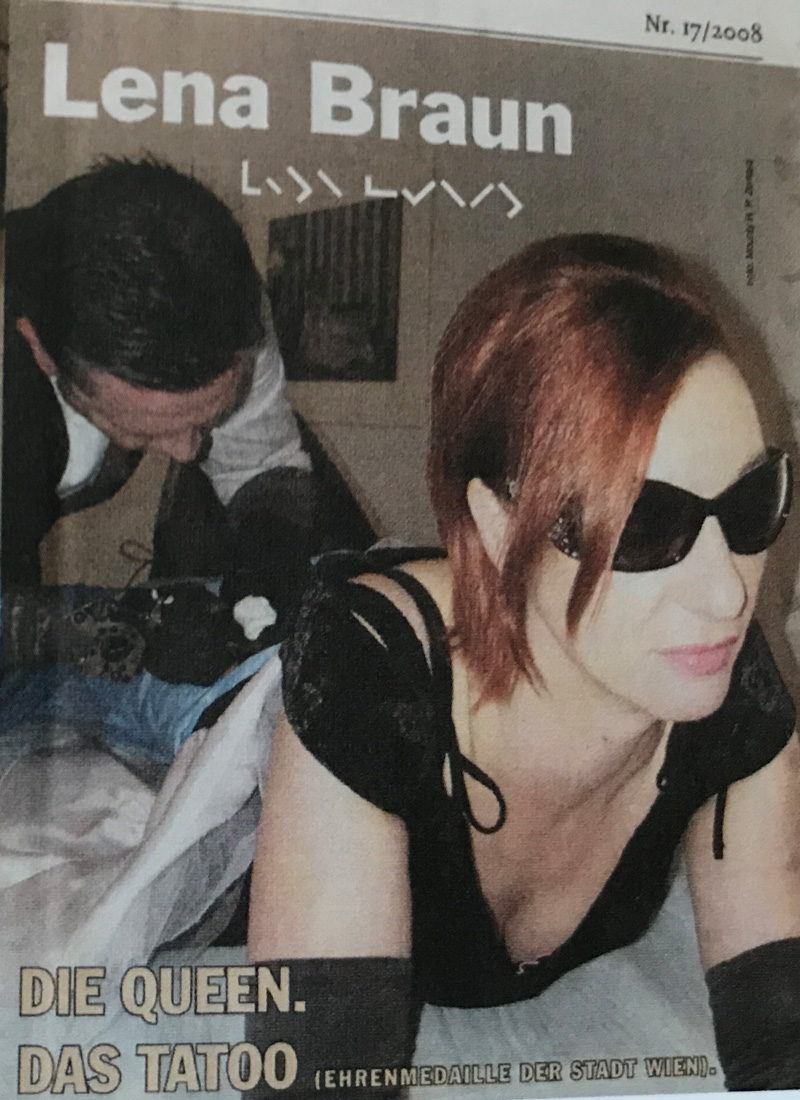
Artikel des Wiener Magazin ST/A/R über die Life-Tätowierung von Lena Braun aka Queen Barbie

## Kunstraum Barbie Deinhoff’s
Mit dem Kunstraum „Barbie Deinhoff’s“, den Lena Braun 2003 in Berlin-Kreuzberg gründete und bis 2007 leitete, erhielt die Queen Barbie Loge eine eigene Bühne für ihr Wirken. Der Name „Barbie Deinhoff’s“ spielte mit dem der Baader-Meinhof-Bande und verwies auf das Ziel der Loge: die ästhetische Subversion bestehender Machtverhältnisse.
Der Kunstraum war konzipiert als begehbare Installation: Er simulierte einen Nachtclub und präsentierte in dieser Umgebung neben Ausstellungen und Performances auch „Shows a la Carte“, die Gäste einluden zum intimen Tête-à-Tête mit Wiedergängerinnen berühmter Frauen, z. B. Tina Modotti oder Lola Montez.

## Zentralorgan
Von 1993 bis 2008 erschienen insgesamt 36 Ausgaben des Zentralorgans der Queen Barbie Loge, publiziert von Lena Braun als Copy Art. Das Zentralorgan war ein serieller Katalog en miniature. Das erste Heft ist im Verlagsprogramm des Forum Stadtpark in Graz. Heft 9 wurde in verschiedenen Größen vom Kunsthaus Bregenz angekauft.
Heft 1/93 Die Frauennummer

Heft 2/99 Die Geishanummer

Heft 3/99 Die Disconummer

Heft 4/99 Die Nummer der Königin

Heft 5/99 Die Envie-Nummer

Heft 6/99 Die Reichtags-Nummer

Heft 7/99 Die Produzenten-Nummer

Heft 8/99 Die Home-is-love-Nummer

Heft 9/99 Die Sisi Klocker Nummer

Heft 10/99 Die Amazonen-Nummer

Heft 11/00 Die Verzweiflungsnummer

Heft 12/00 Die Kuhfell-Nummer

Heft 13/00 Die Prothesen-Nummer

Heft 14/00 Die Pet-Shop-Girl-Nummer

Heft 15/00 Die All-toys-Nummer

Heft 16/01 Die If you go with me travel with me - Nummer

Heft 17/01 Die Gute-Zeiten-Schlechte-Zeiten Nummer

Heft 18/01 Die Schlag-die-Augen-nieder-Nummer

Heft 19/02  Die I.-Nummer

Heft 20/02 Die Goldhasen-Nummer

Heft 21/02 Die I.-Genie-Nummer

Heft 22/02 Die Barbie Deinhoff Nummer

Heft 23/03 Die Dada lebt-Nummer

Heft 24/04 Die Logennummer

Heft 25/04 Die T-Shirt-Nummer

Heft 26/04 Die Kinder der Nacht Nummer

Heft 27/05 Die Fish & Chips-Nummer

Heft 28/05 Die Wo geht’s hier nach Walhalla-Nummer

Heft 29/05 Die Magierinnen-Nummer

Heft 30/06 Die Treptow-Nummer

Heft 31/06 Die Zuchthausköder-Nummer

Heft 32/07 Die Nachtkerzen-Nummer

Heft 33/07 Die Divanova-Nummer

Heft 34/07 Die Secret Queen-Nummer

Heft 35/08 Die ich glaub ich bin am Strand-Nummer

Heft 36/08 Die Magic Garden-Nummer